# Le Magnoray
 Le Magnoray  es una población y comuna francesa, situada en la región de Franco Condado, departamento de Alto Saona, en el distrito de Vesoul y cantón de Montbozon.

## Demografía
| 24 | 30 | 24 | 61 | 94 | 91 | 102 |
| Para los censos de 1962 a 1999 la población legal corresponde a la población sin duplicidades (Fuente: INSEE [Consultar]) |    |    |    |    |    |     |